# Estadio Nacional de Béisbol (Argentina)
El Estadio Nacional de Béisbol o bien el Estadio Nacional de Béisbol de Argentina es un recinto deportivo en el que la Selección de béisbol de Argentina juega como local. Se ubica cercano a la Autopista Ricchieri (Km 24,5) en el partido de Ezeiza de la provincia de Buenos Aires, Argentina.
La instalación cerca de un predio de la Asociación de Fútbol de Argentina (AFA), tiene capacidad para recibir unos 5000 espectadores, está rodeado de vegetación y ha sido usado en diversas competiciones nacionales e internacionales.
En 2004 allí se disputó el sudamericano de Béisbol en el que la selección de Argentina consiguió su primer título en esa competencia.